# Eustache Bonafous
Eustache Bonafous est un homme politique français né le 11 juin 1812 à Caunes (Aude) et décédé le 23 septembre 1889.
Magistrat sous la Monarchie de Juillet et l'Empire, il est premier président de la Cour d'Appel de Grenoble en 1864. Propriétaire à Saint-Pons, il est sénateur de l'Hérault de 1876 à 1879, siégeant à droite.

## Portraits
- Aimé Charles Irvoy, Eustache Bonafous, buste en marbre, 1869. Coll. musée de Grenoble (inv. MG 1755)

## Sources
- « Eustache Bonafous », dans Adolphe Robert et Gaston Cougny, Dictionnaire des parlementaires français, Edgar Bourloton, 1889-1891 [détail de l’édition]
- Base Léonore de la Légion d'honneur : Bonafous, Paul Eustache Antoine Eugène